# Hollebolle Gijs (kinderversje)
Hollebolle Gijs, soms gespeld als Holle Bolle Gijs, is een Nederlands kinderversje. De naam van het versje verwijst naar de hoofdpersoon, die ontzettend veel eet en daarna nog steeds honger heeft.

## Oudste vindplaatsen van het rijmpje
De oudste vindplaats van het rijmpje in de Nederlandse Liederenbank van het Meertens Instituut, is de handschriftencollectie van het Bureau van het Nederlandse Volkseigen, die is verzameld rond 1850. De beginregel daar luidt: 'Heb je wel gehoord van die ollebolle wagen / Waar die schrokkerige Gijs op zat'.
Het eerste liedboekje dat het opzegrijmpje heeft opgenomen, is Nederlandsche baker- en kinderrijmen van J. van Vloten (eerste druk 1872). Daar luidt de incipit 'Heb je niet gehoord van dien hollebollewagen, / Waar die bolle Gijs op zat?'. De Handschriftencollectie van G.J. Boekenoogen (verzameld in de periode 1891-1930) bevat 43 varianten van het rijmpje.

### Ouderdom liedje
Dat de oudste vindplaatsen teruggaan in de negentiende eeuw wil niet zeggen dat het liedje uit deze periode stamt. Sinds halverwege de negentiende eeuw werden, onder invloed van de Romantiek, veel volksliedjes verzameld en uitgegeven. Het liedje kan echter ouder zijn en in de mondelinge overlevering lange tijd zijn doorgegeven, voordat het voor het eerst werd opgetekend.

## Tekst en genre
Zoals gebruikelijk bij volksliedjes, kent ook dit rijmpje varianten. De huidige tekst van het rijmpje gaat ongeveer als volgt:
Heb je wel gehoord van de hollebollewagen

Waar die hollebolle Gijs op zat?

Hij kon schrokken, grote brokken

Een koe en een kalf en een heel paard half

Een os en een stier en zeven tonnen bier

Een schip vol rapen en een kerk vol schapen

En nog kon Gijs van de honger niet slapen!
Door het fantastische, maar serieus gepresenteerde verhaal van Gijs' vraatzucht, behoort het versje tot het genre van het leugenlied.

## Rijmformatie

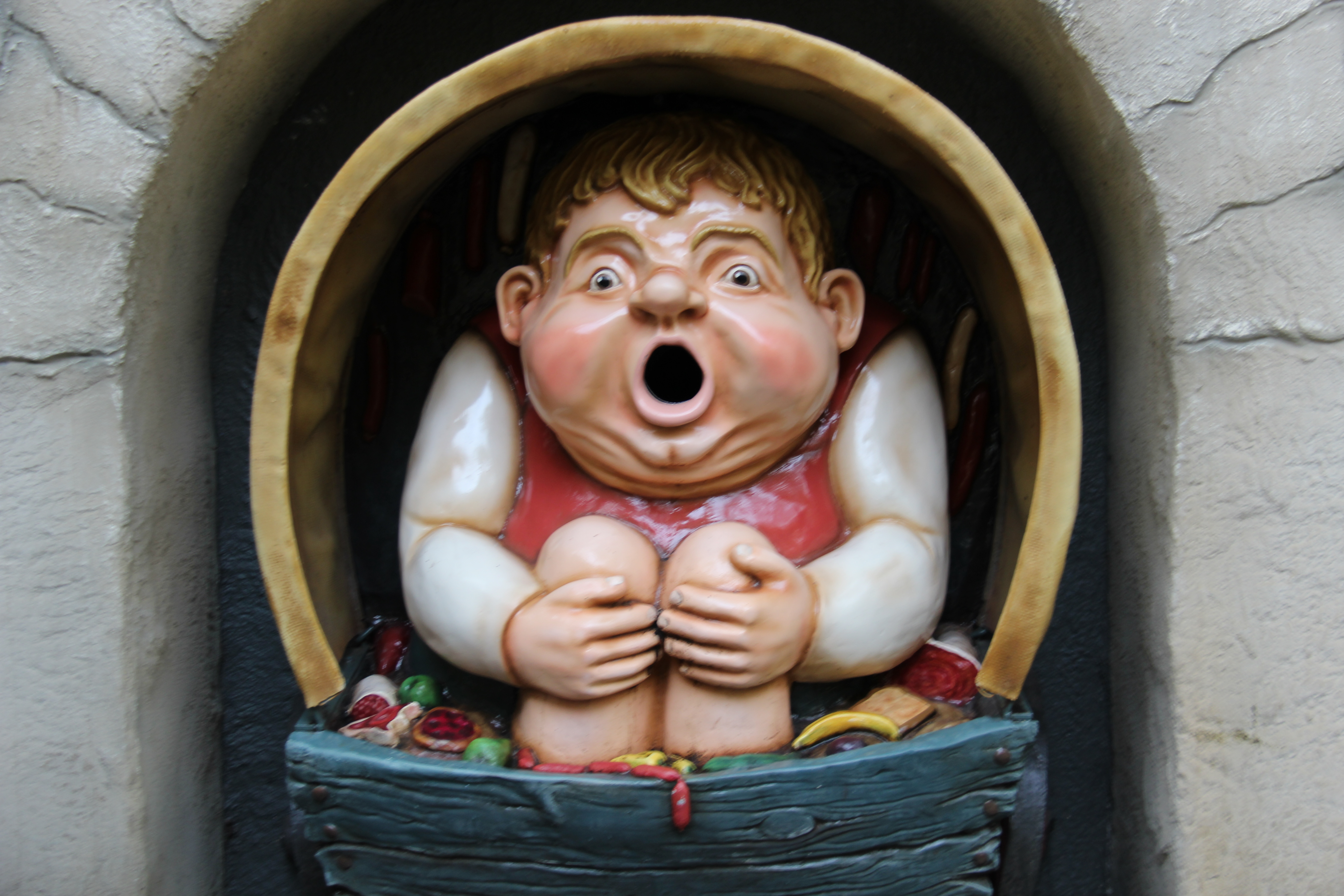
Wagen Gijs in de Efteling

Het woord "ollebolle" of "hollebolle" is een rijmformatie. Dit is een samengesteld woord, waarvan het ene deel rijmt op het andere, meestal betekenisloze, deel. Het toegevoegde deel is meestal betekenisloos, toegevoegd om het rijm en eventueel om het woord meer nadruk of duur te geven. Voorbeelden zijn: holderdebolder, ietsiepietsie en tingeling. Ook "hollebolle" is een rijmformatie, een samenstelling, en wordt dus aaneengesloten geschreven.
De oudste varianten in de Nederlandse liederenbank geven de rijmformatie "hollebolle" als toevoeging bij "wagen" (met een "hongerige", "schrokkerige" of "grote" Gijs erop). Ook de variant "holderbolderwagen" komt voor.

## Hedendaags gebruik
Er zijn in België en Nederland ook een aantal cafés, restaurants en andere eetgelegenheden die zich naar Hollebolle Gijs hebben vernoemd. Er komt soms een Bolle Gijs voor in de stripboeken en de tekenfilms van de Smurfen.
Een van de afleveringen van De Bereboot uit 1976 gaat over Holle Bolle Gijs.